# Norma językowa
Norma językowa – sposób realizacji określonego systemu językowego, który odpowiada zwyczajowi panującemu w danej wspólnocie językowej. Jest to zbiór tych elementów językowych (wyrazów, form i reguł ich łączenia), które są w pewnym okresie aprobowane przez społeczność. Szeroko rozumiana norma językowa stanowi część zarówno języka standardowego, jak i każdej innej odmiany języka (np. pewnego dialektu). Szczególnym typem normy językowej jest norma języka standardowego.
Normę języka standardowego (literackiego) kształtuje uzus warstw wykształconych, w mniejszym stopniu literatura piękna. Norma ta podlega autorytatywnej kodyfikacji, tj. jest formułowana i sankcjonowana w słownikach, gramatykach normatywnych i innych poradnikach. Na postać normy wpływa utrwalony uzus językowy, a ewolucja potrzeb wspólnoty komunikatywnej prowadzi także do zmian na poziomie formalnej kodyfikacji. Kodyfikacji podlega przede wszystkim język standardowy.
Pojęcie normy bywa także odnoszone do cech i zachowań językowych kojarzonych z konkretnymi sytuacjami komunikatywnymi, postrzeganych jako najbardziej właściwe w danej sytuacji (tzw. normy komunikacyjne). Do praktyk tych można zaliczyć m.in. przełączanie się między odmianami języka w sposób zgodny z oczekiwaniami społecznymi; np. użycie jednej odmiany języka (np. niemczyzny szwajcarskiej) w rozmowach prywatnych, a drugiej (języka standardowego) w innych sytuacjach społecznych.
W dawnym ujęciu normę rozumiano jako zbiór reguł i zaleceń narzucanych z zewnątrz, przez autorytatywne gremia lub jednostki. Historycznie najwcześniejsze formy kodyfikacji normatywnej polegały na przytaczaniu przykładów form „niepoprawnych”. Również pierwsze gramatyki oraz gramatyki szkolne miały często charakter normatywny; do XIX w. wszystkie gramatyki były normatywne. Stabilizacja polskiej normy językowej nastąpiła pod koniec XVI wieku. Wiek ten uznaje się za początek istnienia polszczyzny standardowej, tj. koniec procesu standaryzacji podstaw systemowych języka polskiego. Od II poł. XX w. normę zaczęto pojmować jako zbiór jednostek i reguł stanowiących część systemu językowego (tj. pewien wybór jego elementów), umieszczając ją w sferze wewnętrznych struktur języka.
Bywa, że normy językowe kolidują ze sobą. Przykładowo norma pisanej polszczyzny nakazuje używanie biernikowego „tę”, choć w ustnej formie języka standardowego upowszechniona jest forma „tą”. W tym przypadku istnieje różnica między normą literacką a normą rzeczywiście społeczną. Innymi normami kierują się z kolei systemy gwarowe.

## Charakterystyka
Norma językowa jest centralnym pojęciem teorii kultury języka. W ramach czeskiej teorii języka literackiego normę językową pojmowano pierwotnie jako zespół środków językowych regularnie używanych przez społeczność językową i traktowanych przez nią jako wiążące. Jest środkowym elementem triady „uzus – norma – kodyfikacja”, gdzie uzus i kodyfikację są uważane za zjawiska  materialne, a norma jako zjawisko mentalne (poznawce), obecne w umysłach członków społeczności językowej. Z biegiem czasu zakres pojęciowy terminu „norma językowa” został poszerzony: do inwentarza normy włączono również zasady językowe, rządzące sposobem łączenia jednostek językowych w większe całości. Z zakresu normy językowej wykluczono natomiast wyrazy i formy o charakterze czysto teoretycznym, możliwe do utworzenia w sposób systemowy, ale nienotowane w powszechnej praktyce językowej. Norma językowa ma charakter wariantywny; bywa bowiem, że dopuszcza więcej niż jedną formę danego wyrazu. O normie językowej można mówić także w przypadku dialektów, ale wówczas zbliża się ona do pojęcia uzusu językowego.
Koncepcja normy bywa również pojmowana w sposób węższy i ściślej kojarzona ze standaryzacją języka, zwłaszcza na gruncie podejścia preskryptywnego (wówczas nie bierze się pod uwagę norm dialektów i innych odmian niestandardowych). Normę językową sensu stricto wiąże się lub utożsamia z zasadami języka standardowego (literackiego). W skład wąsko rozumianej normy językowej wchodzą środki aprobowane przez ogół użytkowników języka, a przede wszystkim przez warstwy wykształcone. W odróżnieniu od uzusu norma ma charakter bardziej stały i wykazuje ograniczoną wariantywność; nie obejmuje ona ponadto obiegowych elementów, które nie zyskały pełnej akceptacji społecznej. Norma języka standardowego jest utrwalana za pomocą autorytatywnej kodyfikacji. Cechuje się wielostronnym zróżnicowaniem funkcjonalno-stylistycznym, a w wymiarze historycznym podlega zmianom i wahaniom, związanym z rozwojem języka.
Do cech normy języka literackiego należą: jedność (język literacki stanowi odmianę nadrzędną wobec odmian terytorialnych lub ograniczonych socjalnie), „elastyczna stabilność”, wariantywność (skutek społecznego funkcjonowania języka i kontaktu z innymi normami), dynamiczność (wewnętrzne napięcie między zjawiskami nowymi a ustępującymi, produktywnymi a nieproduktywnymi, centralnymi a peryferyjnymi). Elastyczna stabilność to „stan chwiejnej równowagi normy oscylującej między zachowaniem tradycji a tendencjami innowacyjnymi”. Poszczególne normy zmieniają się nie tylko wraz z ewolucją języka, ale również w zależności od sytuacji społecznej, a niekiedy także pod wpływem polityki (preskryptywnego) gremium językowego. W wielu językach zaobserwowano obniżenie normotwórczej roli literatury na korzyść komunikacji masowej, do czego prowadzi większa styczność z językiem telewizji, radia czy prasy. Co więcej, w szeroko rozumianym języku literatury spotykane są również takie środki językowe, które występują poza ramy normy językowej.

## Podział norm językowych
W odniesieniu do wielu języków można wyróżnić więcej niż jedną normę języka standardowego. Przykładowo kodyfikacja polszczyzny kulturalnej ma charakter dwupoziomowy; wyodrębniane normy to:
- Norma wzorcowa (wysoka[25]) – warstwa polszczyzny standardowej o charakterze bardziej zachowawczym, będąca zbiorem elementów akceptowanych przez większość ogółu użytkowników języka, zwłaszcza przez osoby, które znajomość języka wyniosły z domu, mają wykształcenie więcej niż średnie i traktują język jako wartość. Akceptacja elementów normy wzorcowej jest uzależniona od znajomości historii języka przy dużym wpływie takich elementów jak tradycja językowa[26][27]. Z normy wzorcowej czerpie się w tekstach pisanych, zwłaszcza w oficjalnych dokumentach, pracach naukowych, zwykle również w wydawnictwach publicystycznych[28].
- Norma użytkowa (zwyczajowa, uzualna, potoczna[25]) – warstwa polszczyzny standardowej oparta bardziej na uzusie, na którą składają się elementy językowe używane w kontaktach nieformalnych, niekoniecznie zgodne z tradycją bądź wzorcowym systemem językowym, a także te najbardziej ekspresywne. Norma użytkowa wynika ze stosowania języka jako wartości użytkowej: komunikacyjnej, perswazyjnej itp.[29][30] Nie jest w pełni równoznaczna z uzusem, który może obejmować szerszy zakres środków językowych[31]. Jest wewnętrznie zróżnicowana – w jej obrębie wyróżnia się normę potoczną ogólną, normę potoczną regionalną oraz normę profesjonalną (dotyczącą kontaktów sformalizowanych)[30].

Słowacki językoznawca Juraj Dolník wyróżnia dwa typy normy językowej:
- Norma idealna – schemat standaryzacji o mocy regulacyjnej, który odpowiada idealizowanemu wyobrażeniu na temat realizacji systemu językowego i jego uzusu. Opiera się na tendencji do ściśle logicznego pojmowania systemu językowego i restryktywnym podejściu do różnorodności w zakresie użycia języka, w sposób nieprzewidujący odstępstw i wariantów[32]. O jej kształcie decyduje nie ogół społeczeństwa, lecz wyłącznie osoby uważane za kulturalnych użytkowników języka. Wiąże się z autorytatywnością i nietolerancją[33];
- Norma realna – schemat standaryzacji o mocy regulacyjnej, który odpowiada realnemu wyobrażeniu na temat realizacji systemu językowego i jego uzusu. Opiera się na naturalno-logicznym pojmowaniu systemu językowego i akceptowaniu realnej różnorodności praktyki językowej. Wiąże się z demokratycznością i tolerancją; zdaniem autora takie podejście nie niesie za sobą negatywnych skutków. Norma realna obejmuje wszystkie elementy normy idealnej oraz elementy rozprzestrzenione jako alternatywne, o wysokiej frekwencji występowania wśród znacznej części społeczności komunikatywnej i osadzone w długotrwałym użyciu[33].

Niekiedy mówi się również o normie naturalnej (spontanicznej), czyli zwyczajowo przyjętych zasadach, których przestrzegają użytkownicy gwar ludowych i socjolektów, pozbawionych formalnej kodyfikacji. W przypadku nieskodyfikowanych form języka norma bywa utożsamiana z uzusem.

## Norma a język mówiony
Stosunek normy stanowionej do faktycznie używanego języka może być różny. Współczesny język polski jest przykładem dużej zgodności między językiem standardowym a faktyczną mową codzienną. Różnice między kodyfikacjami normy wzorcowej i użytkowej języka standardowego a realnie używanym językiem można określić jako niewielkie. Taka sytuacja jest raczej wyjątkiem niż zasadą. W Polsce związana jest ze szczególnym rozwojem polszczyzny po II wojnie światowej.
Według Mirosława Bańki istnieją trzy podejścia do normy językowej: pierwsze bezwzględne, nieuznające kompromisów, następnie stopniujące tzw. błędy językowe, które w pewnych okolicznościach mogą być tolerowane, wreszcie liberalne, które gotowe jest uznać daną formę za niewłaściwą tylko w konkretnych okolicznościach.
W odniesieniu do wielu języków skodyfikowana norma językowa obejmuje praktycznie tylko język pisany, formalny. Faktycznie używana forma języka mówionego odbiega znacznie od formy pisanej i nie są to tylko różnice będące wynikiem odmienności rejestru potocznego, konwersacyjnego (zob. dyglosja). Bywa, że język standardowy/literacki jest w praktyce synonimem języka pisanego/oficjalnego, np. forma literacka języka czeskiego (spisovná čeština) jako narzędzie komunikacji obiegowej praktycznie nie funkcjonuje. W Czechach właściwych de facto normą mowy potocznej jest obecná čeština (interdialekt ogólnoczeski), różniąca się od języka literackiego na płaszczyźnie morfologii i syntaktyki. Choć w obrębie czeskiego języka standardowego można wyróżnić potoczną odmianę stylistyczną (hovorová čeština), to jej znaczenie w realnej komunikacji jest wyraźnie osłabione ze względu na ekspansję pospolitego interdialektu (z tego względu potoczna forma czeszczyzny standardowej uchodzi za twór teoretyczny). Z jeszcze bardziej drastycznym przykładem spotykamy się w przypadku języka niemieckiego w Szwajcarii. Norma pisana różni się tylko w szczegółach od standardowej niemczyzny używanej w Niemczech, Austrii i używana jest głównie w formie pisanej, zaś formy ustnej używa się w szkolnictwie (jednak zajęcia np. z matematyki odbywają się bardzo często w gwarze), w radiu i telewizji (obok gwary) i w kontaktach z obcokrajowcami. Język ten nie funkcjonuje (w odróżnieniu od sytuacji panującej w Niemczech) jako mowa codzienna. Jako środek codziennej komunikacji służy schwyzerdütsch (dialekt szwajcarski, należący do dialektów alemańskich). Dialekt ten używany jest jednak także w sytuacjach oficjalnych (np. w parlamencie).